# Lommedalsbanen
| Dampflok Bjørkaasen (O&K Nr. 1363/1904) Lokschuppen, Batterie-Lok Altermark und Bahnhof |                     |               |               |
| Streckenverlauf |                     |               |               |
| Streckenlänge: | 1 km                |               |               |
| Spurweite: | 600 mm (Schmalspur) |               |               |
| |                     |               |               |
| \| \| 0,000 \| Gundershogget \| Gundershogget \| \| \| 0,150 \| Hagan \| Hagan \| \| \| 0,220 \| Bjørkåsen \| Bjørkåsen \| \| \| 0,500 \| Vensåsbakken \| Vensåsbakken \| \| \| 0,900 \| Smutterud \| Smutterud \| \| \| 1,000 \| \| \| |                     |               |               |
| Kopfbahnhof Streckenanfang | 0,000               | Gundershogget | Gundershogget |
| Dienststation / Betriebs- oder Güterbahnhof | 0,150               | Hagan         | Hagan         |
| Bahnhof | 0,220               | Bjørkåsen     | Bjørkåsen     |
| Haltepunkt / Haltestelle | 0,500               | Vensåsbakken  | Vensåsbakken  |
| Bahnhof | 0,900               | Smutterud     | Smutterud     |
| | 1,000               |               |               |

Lommedalsbanen ist eine einen Kilometer lange Schmalspur-Museumsbahn mit einer Spurweite von 600 mm in Lommedalen bei Bærum in Norwegen.

## Geschichte
Die Geschichte der Lommedalsbane begann 1957 in einem Garten bei Haslum in Bærum. Ein Eisenbahnfreund hatte Drehgestelle vom Straßenbau durch den Reichsarbeitsdienst aus dem Zweiten Weltkrieg bei Krokskogen gefunden und wollte diese der Nachwelt erhalten. Im Herbst 1956 überführte er diese vom Fundort an der Straße Guriby–Mattisplass bei Tverrelva in den Garten. Die Drehgestelle wurden zu einem Wagen zusammengebaut, der im Frühjahr 1957 auf einem 60 Meter langen Gleis bewegt werden konnte.
Im August 1968 entdeckte ein Mitglied der Urskog–Hølandsbanen in Bjørkaasen Gruber unterhalb der Entladeanlage unweit des Kais eine kleine Dampflokomotive mit 600 mm Spurweite. Die Eisenbahnfreunde verfassten eine Bewerbung an die Aktieselskabet Bjørkaasen Gruber in Ballangen, Ofoten mit der Bitte um Übernahme der Lokomotive, die am 6. September 1968 positiv entschieden wurde. So konnten sie die Lokomotive kostenlos übernehmen. Nach sechs Tagen Bahntransport traf der Wagen am 27. November 1968 am Bahnhof Lysaker ein. Nach einer Zwischenabstellung wurde die Lokomotive am 10. Juni 1969 zur weiteren Aufbewahrung in den alten Schmalspurlokomotivschuppen in Sandvika transportiert.
Am 6. Januar 1973 musste die Lokomotive, die Bjørkaasen genannt wurde, Sandvika verlassen, da Norges Statsbaner das Gebäude an Sigvartsen Steinindustri verpachtet hatte. Sie wurde von Sandvika nach Haslum überführt. 1977 wurde die Diesellokomotive Kröhnke von Kristiseter AS, Åndalsnes, übernommen. Nach der Inbetriebnahme wurde festgestellt, dass der Betrieb im Garten im Wohngebiet Haslum nicht vereinbar war.
Nachdem ein entsprechendes Gelände gefunden war, erfolgte am 11. November 1978 der erste Spatenstich für die spätere Lommedalsbane. 1979 wurden 45 Meter Schienen verlegt, die Kulturutvalget gab einen Zuschuss von 2000 Kronen zum Kauf von Schotter. 1980 entschieden das Verteidigungsministerium (Forsvarsdepartementet) und das Verteidigungsmuseum (Forsvarsmuseet), dass militärisches Eisenbahnmaterial erhalten werden sollte. Lommedalsbanen erhielt daher Lokomotiven, Kleinwagen, Wagen, Schneepflüge, Weichen und Schienen vom Østlandske Sjøforsvarsdistrikt, Østøya bei Horten und Trøndelag Sjøforsvarsdistrikt, Steinvik Lager bei Langstein. Am 7. Mai 1981 brachte die norwegische Marine mit ihrem Landungsboot Rotsund die Schmalspurausrüstung von Steinvik in Nord-Trøndelag nach Horten. Von Horten wurde das Material per Bahn zum Bahnhof Sandvika transportiert. Von Sandvika zur Lommedalsbanen wurde der Transport von der Ausbildungsabteilung Ingeniørvåpenet øvingsavdeling aus Hvalsmoen bei Hønefoss durchgeführt.
Die offizielle Eröffnung des ersten 150 m langen Streckenabschnitts von Gundershogget nach Hagan erfolgte am 3. Oktober 1981. Die erste Probefahrt der Dampflokomotive Bjørkaasen fand am 19. Juni 1982 statt. Am 25. August 1984 wurde die Strecke bis Bjørkåsen verlängert, dem neuen Endbahnhof. Die Streckenlänge betrug nun 220 Meter. Seit dieser Zeit wird die Dampflokomotive Bjørkaasen auf der Strecke eingesetzt.
Am 26. Juni 1987 wurde die Stiftelsen Lommedalsbanen gegründet, die offizielle Eröffnung der Lommedalsbane für den öffentlichen Personenverkehr fand am 10. Oktober 1987 statt.
Das Fylkeskulturstyret (Kulturausschuss) in Akershus verlieh der Lommedalsbane am 21. Juni 1990 den Status eines halböffentlichen Museums. 2233 Fahrgäste nutzten die Museumsbahn. 1991 wurde die Erweiterung Bjørkåsen–Smutterud eröffnet und in Gundershogget ein neues Bahnhofsgebäude errichtet.
1992 wurde ein neuer geschlossener Wagen in der NSB-Werkstatt Sundland in Drammen fertiggestellt. An der Station Gundershogget wurde ein elektrisches Einfahrsignal in Betrieb genommen und am 19. Juni die Streckenverlängerung auf 1000 Meter genehmigt. 757 Fahrgäste fuhren mit dem Weihnachtszug am 20. Dezember und insgesamt wurden in diesem Jahr 5940 Fahrgäste befördert. 1997 erhielt die Dampflokomotive Bjørkaasen von der NSB-Werkstatt Sundland in Drammen einen neuen Kessel. Es war der letzte in Norwegen gebaute Dampfkessel für eine Lokomotive.

## Betrieb
Die Bahn wird als Teil des Museumsverbands Museene i Akershus von einer am 26. Juni 1987 gegründeten Stiftung betrieben. Im Jahr 2013 zählte die Lommedalsbane 90.000 Besucher.

## Lokomotiven

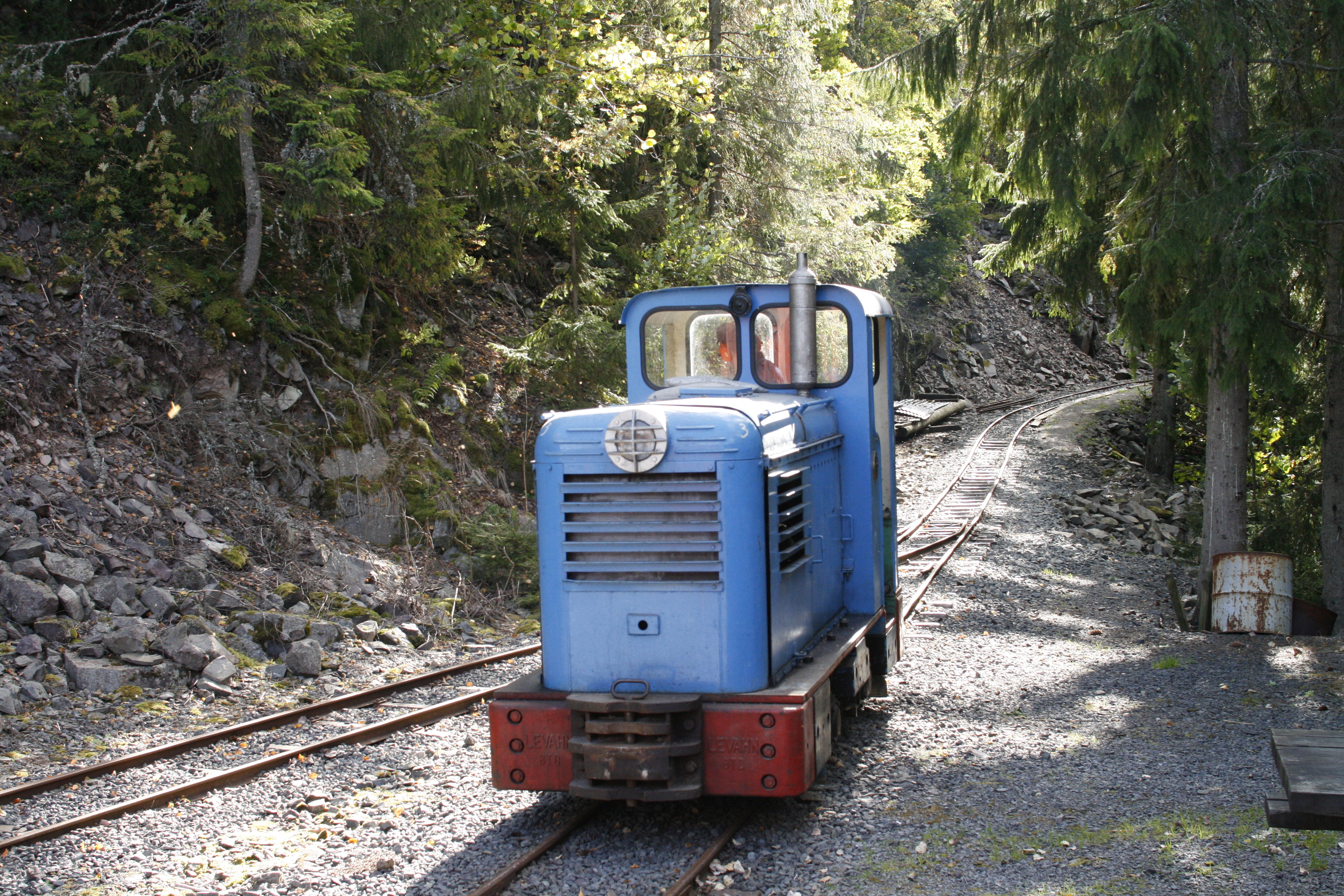
Diesellok Blåmann (Levahn 155/1952)

| Name       | Hersteller         | Werks-Nr. | Baujahr | Typ         | Anmerkungen |
| ---------- | ------------------ | --------- | ------- | ----------- | --- |
| Bjørkaasen | Orenstein & Koppel | 1363      | 1904    | Zaadrups    | |
| Bison      | VEB LKM Babelsberg |           |         | V10C        | Bei der Museiföreningen Munkedals Järnväg in Schweden in Betrieb |
| Sulitjelma | Levahn             | 350       | 1966    | 3 TD        | |
| Loke       | Levahn             | 366       | 1966    | 25 - 3 TD   | 1966 neu an Sulitjelma Gruber AS geliefert. 1995 von Erling J. Wiig erworben und in seinem Hafen bei Bygdéy auf einer 30 m langen Strecke betrieben. Am 30. September 2020 an Lommedalsbanen gespendet. |
| Risnes     | Levahn             | 147       | 1952    | 4,5 TD      | Ursprünglich an die NSB Vossebanen geliefert. Später beim Bergenshalvens Energieunternehmen und bis Juni 1987 im Risnes Kalkverk in Bergen-Trengereid.                                                  |
| Rygge      | Levahn             | 223       | 1958    | 6 TD        | Neu mit 750 mm Spurbreite an Héyre Ellefsen AS geliefert. Wurde 1984 im Ausbesserungswerk Grorud im Osloer Stadtteil Grorud auf 600 mm umgespurt.                                                       |
| Blåmann    | Levahn             | 155       | 1952    | 8 TD        | Neu an die SD in Horten (Norwegen) geliefert. |
| Steinvik   | Deutz              | 36838     | 1941    | OMZ 122 F   | |
| Langstein  | Deutz              | 36839     | 1941    | OMZ 122 F   | |
| Flinta     | Gmeinder           | 4096      | 1943    | HF 50 B     | |
| Budic      | Budich             | 2570      | 1939    | SL44/600Z   | |
| Løkken     | Jenbach            | 354-499   | 1967    | JW DM 20    | |
| Kronstad   | Diema              | 4139      | 1978    | DFL 30/1,75 | |
| Romsdal    | Diema              | 2897      | 1967    | DC30/1      | Neu an den Unternehmer M. Kristiseter in Åndalsnes geliefert |
| Kröhnke    | Kröhnke            | 1952      |         |             | |
| Altermark  | Levahn             | 215       | 1958    |             | Batterie-elektrische Lokomotive, seit 1985 bei der Lommedalsbane |
| Major'n    | Glaser & Pflam     | 9902      | 1935    | bm FE       | Skinnebil/Major`n |
| Tiur`n     |                    |           |         |             | Eigenbau der Nittedal Torvindustri AS, Abteilung Skage in Nord-Trøndelag |
| Filip      | Diema              |           | 1958    | DS20        | |